# Шонер (присілок)
Шоне́р (рос. Шонер) — присілок у складі Шарканському районі Удмуртії, Росія.

## Населення
Населення — 128 осіб (2010; 126 у 2002).
Національний склад станом на 2002:
- удмурти — 89 %

## Урбаноніми[3]
- вулиці — Кочурова, Садова